# Basónimo

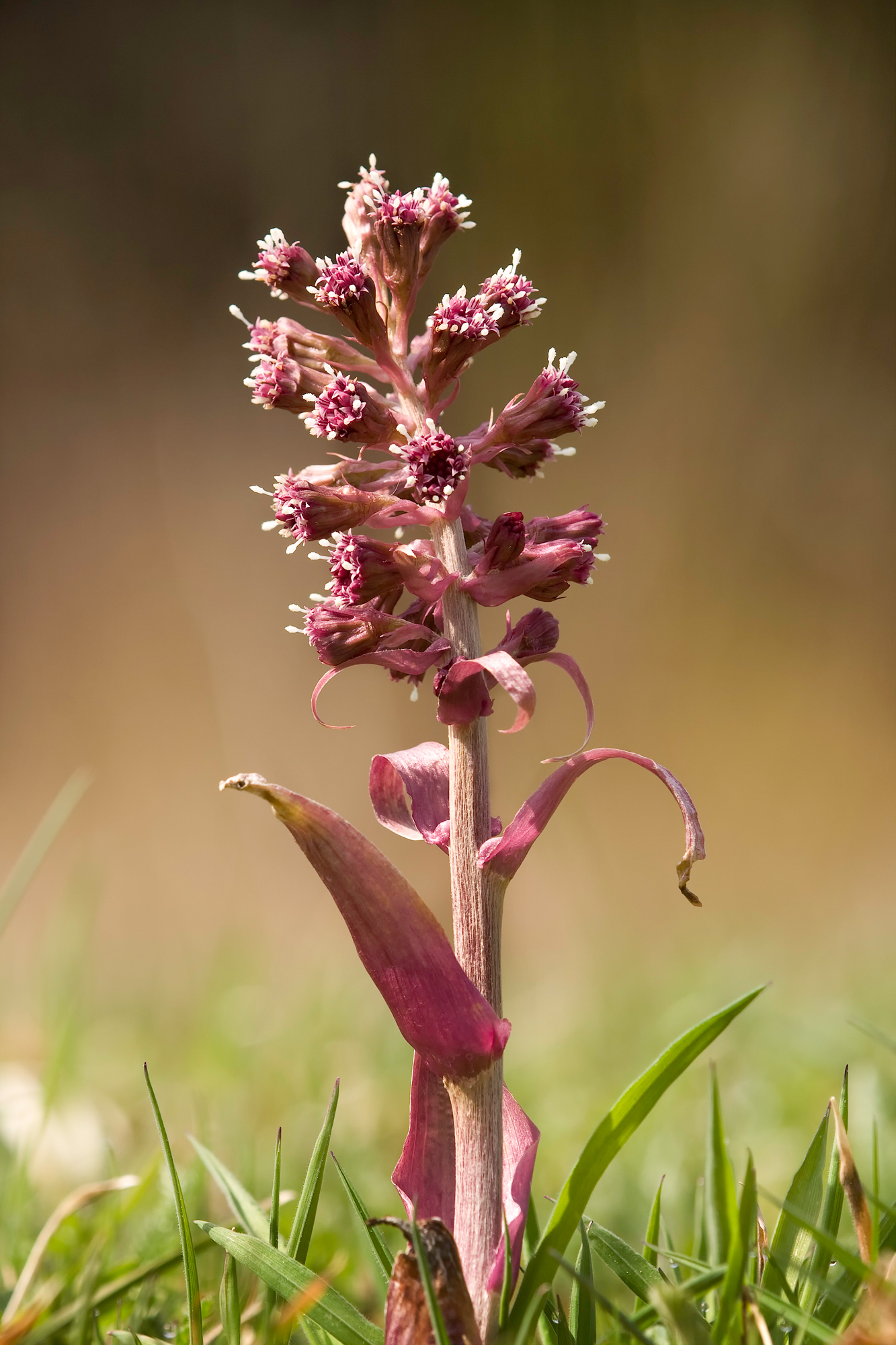
Petasites hybridus (L.)
G.Gaertn., B.Mey. & Scherb. (1801) = Tussilago hybrida L.

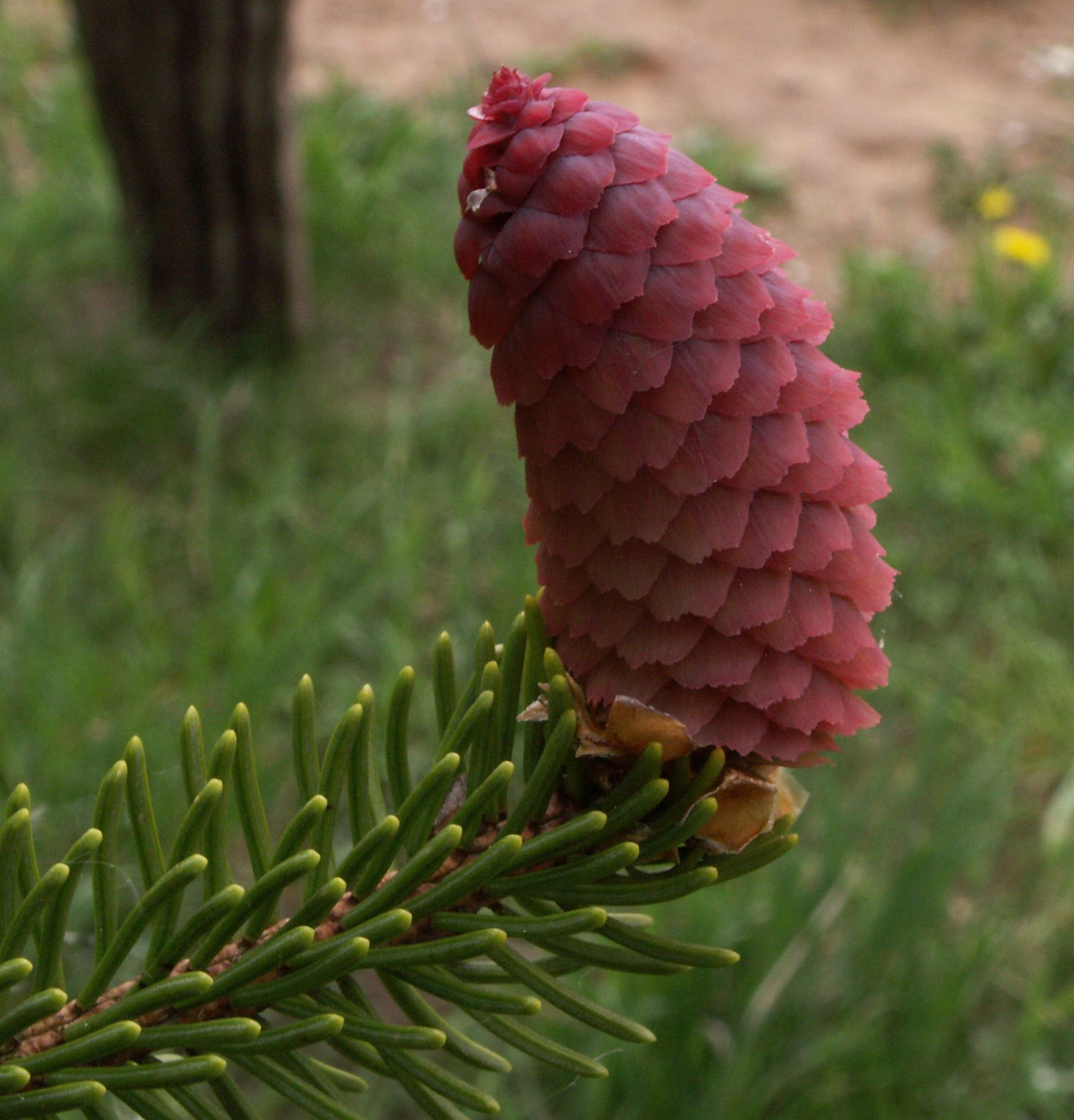
Picea abies

El basónimo (se dice también basiónimo) es un término usado en botánica, regulado por el Código Internacional de Nomenclatura Botánica (o ICBN, del inglés International Code of Botanical Nomenclature), y consiste en el nombre científico bajo el cual fue originalmente nombrado o catalogado un taxón. El término combinación original o protónimo se utiliza de la misma manera en la zoología.

## Generalidades
Para evitar ambigüedades o dudas respecto de un nombre científico, una propuesta de reclasificación debe mencionar siempre el basónimo, aunque el nombre hoy día taxonómicamente válido o aceptado sea distinto. 
Por ejemplo, en 1758 Carlos Linneo describió a Staphylinus politus. Actualmente ese taxón se conoce como Philonthus politus. La forma correcta de citar el nombre sería:
- Philonthus politus (L., 1758) → Nombre válido
- Staphylinus politus L., 1758 → Basónimo (nombre original)

Otro ejemplo de la botánica representa Picea abies (L.) H.Karst. basado en Pinus abies L.
Un ejemplo práctico más : una parte mínima de las especies del género Carthamus L.,1753 (Asteraceae) fue clasificada en 1990, por López González en el género Phonus Hill, 1762, con Carthamus arborescens L., 1753 como basónimo, pasando a denominarse Phonus arborescens (L.) G. López (con L. entre paréntesis - (L.) - para denotar que la descripción original la hizo Linneo bajo otro taxón genérico, en este caso Carthamus, seguido de G. López quien es el autor que ha cambiado la especie arborescens del género Carthamus al género Phonus).